# کنگاور
کنگاور  شهری در استان کرمانشاه است که با ارتفاع ۱,۵۰۰ متر، در دشتی در ۳۳۰ کیلومتری جنوب غربی تهران و ۸۵ کیلومتری شرق شمالی کرمانشاه، سر راه همدان به کرمانشاه قرار دارد.
کنگاور در شرقی‌ترین قسمت استان کرمانشاه قرار گرفته و مرکز بخش مرکزی شهرستان کنگاور است. این شهر در ۵۷ درجه و ۴۷ دقیقه در طول جغرافیایی و ۳۰ درجه و ۳۴ دقیقه پهنای جغرافیایی، در ارتفاع ۱۵۰۰ متری از سطح دریا قرار دارد.
معبد آناهیتا که یک بنای فاخر سنگی است، در شهر کنگاور قرار دارد.

## نام
برخی نام این شهر را برگرفته از واژۀ کَنگ دانسته‌اند و این واژه را عمارت خوب و باشکوه معنا کرده‌اند و احتمال داده‌اند که این نام با وجود معبد آناهیتا در این شهر مرتبط باشد.

## پیشینه
کنگاور توسط ایزیدور خاراکسی در قرن اول پس از میلاد با نام کنکوبار(Konkobar- به یونانی: Κογκοβάρ) در استان باستانی اکباتانا  از نواحی ماد ذکر شده‌است. امروزه این شهر بیشتر به خاطر بقایای باستان‌شناسی بنای ترکیبی به سبک ساسانی و هخامنشی شناخته می‌شود. در طول قرن ۱۹ و آغاز قرن ۲۰، ویرانه‌های باستانی به عنوان منبعی برای مصالح ساختمانی برای شهر در حال گسترش مورد استفاده قرار گرفتند. کاوش برای اولین بار در سال ۱۹۶۸ آغاز شد در آن زمان «ساختان بزرگ با ستون‌های بزرگ آن که بر روی یک سکوی بلند سنگی قرار گرفته‌اند» با نظر ایزیدور از چاراکس مرتبط شده بود که به «معبد آرتمیس» اشاره می‌کند. (ایستگاه‌های اشکانی 6) در «کنکوبار» در ماد سفلی، در مسیر تجارت زمینی بین شام و هندوستان _ ارجاعات به آرتمیس در ایران عموماً به آناهیتا تعبیر می‌شود و بنابراین «معبد آرتمیس» ایزیدور به عنوان اشاره ای به معبد آناهیتا درک شد.
حکومت این شهر در زمان قاجار به ساری‌اصلان سپرده شد. عمارت ساری‌اصلان در مرکز شهر کنگاور همچنان پا بر جا است.

## مردم‌شناسی

### اقوام
مردم شهرستان کنگاور از اقوام باستانی غرب ایران و شعبهٔ اقوام هند و اروپایی هستند و به‌طور کلی از قوم ایرانی زبان، کرد، لر و لک، و آذری زبان، تشکیل شده‌اند. البته در گذشته، یهودیان نیز از ساکنان کنگاور بوده‌اند که بقایای گورستان جهودها در شمال معبد آناهیتا و همچنین سنگ نبشتهٔ کشف شده در پیشانی کوهی در نهرذوله چل‌مران که به زبان عبری است، موید این امر است؛ اگرچه سال‌هاست که یهودیان دیگر در این منطقه حضور ندارند.دانشگاه کنگاور درباره مردم‌شناسی کنگاور می نویسد:مردم کنگاور از نژاد سفید و از اقوام لر و کرد هستند. در دهکده فش عده کمی از بازماندگان ارمنی ساکنند که خود معتقدند از همراهان شیرین زن خسرو دوم ساسانی بوده و از آن زمان ساکن شده اند ، با این حال به شهادت آثار قبرستان جهودها واقع در شمال معبد ناهید و سنگ نبشته ای با کلمات منقطع و منقور بر پیشانی در نهردوله چلمران به خط عبری یهودیان نیز در کنگاور ساکن بوده اند.

### زبان
مردم شهر کنگاور و حومه آن به زبان کردی جنوبی صحبت می‌کنند.
علاوه بر این لری ، فارسی و  نیز در بعضی از روستاها و بخش‌های شهر کنگاور به‌صورت عمومی متداول است. همچنین ایلات لک ساکن کنگاور و بخش‌های پیرامونی آن به زبان لکی تکلم می‌کنند.

## کنگاور در سفرنامه‌ها
موسیو اولویه جهانگرد فرانسوی در هشتم ژوئن سال ۱۹۷۶ از کنگاور دیدن می‌کند و می‌نویسد:
بعد از هفت ساعت راه در کنگاور فرود آمدیم. کنگاور دهی بسیار آباد و با جمعیت زیاد بود در مابین دره‌ای افتاده که آب وافری در آن جاری بود. جلگه در جانب جنوبی ده بود، بسیار وسیع و زیاد خضب (سرسبز) و معمور (آبادان) بود.

## آثار تاریخی
شهر کنگاور از جمله شهرستان‌های تاریخی و با پیشینه استان کرمانشاه است که آثار تاریخی و باستانی ارزشمندی را در خود جای داده‌است، که مهم‌ترین آن‌ها عبارت اند از:
- معبد آناهیتا
- گودین‌تپه
- حمام قدیمی توکل
- حمام بزرگ
- خانه ساری‌اصلانی
- مسجد امام زاده
- مسجد جامع کنگاور
- بقعه شاه زاده محمد ابراهیم
- امام زاده سید جمال الدین
- امام زاده باقر
- پل کوچه
- تپه جودا (جهودا)
- تپه برج
- تپه چشمه یار قزوینه
- تپه چشمه تخت قزوینه
- تپه گوری
- معدن اله دانه
- معدن شل مران (چل مران)
- معدن باغ ملی
- گورستان ماقبل تاریخ رستم‌آباد
- کاروانسرای شاه عباسی
- حمام حسن خان
- بقعه قبرآقا
- قلعه دختر گبر

## جغرافیای طبیعی
- رودخانه سراب کنگاور
- چشمه عبدل
- چشمه هندی آباد
- چشمه دار صیفور[۳۶]

## نگارخانه

برخورد با راهزنان در کنگاور در سال ۱۸۲۹ (میلادی)
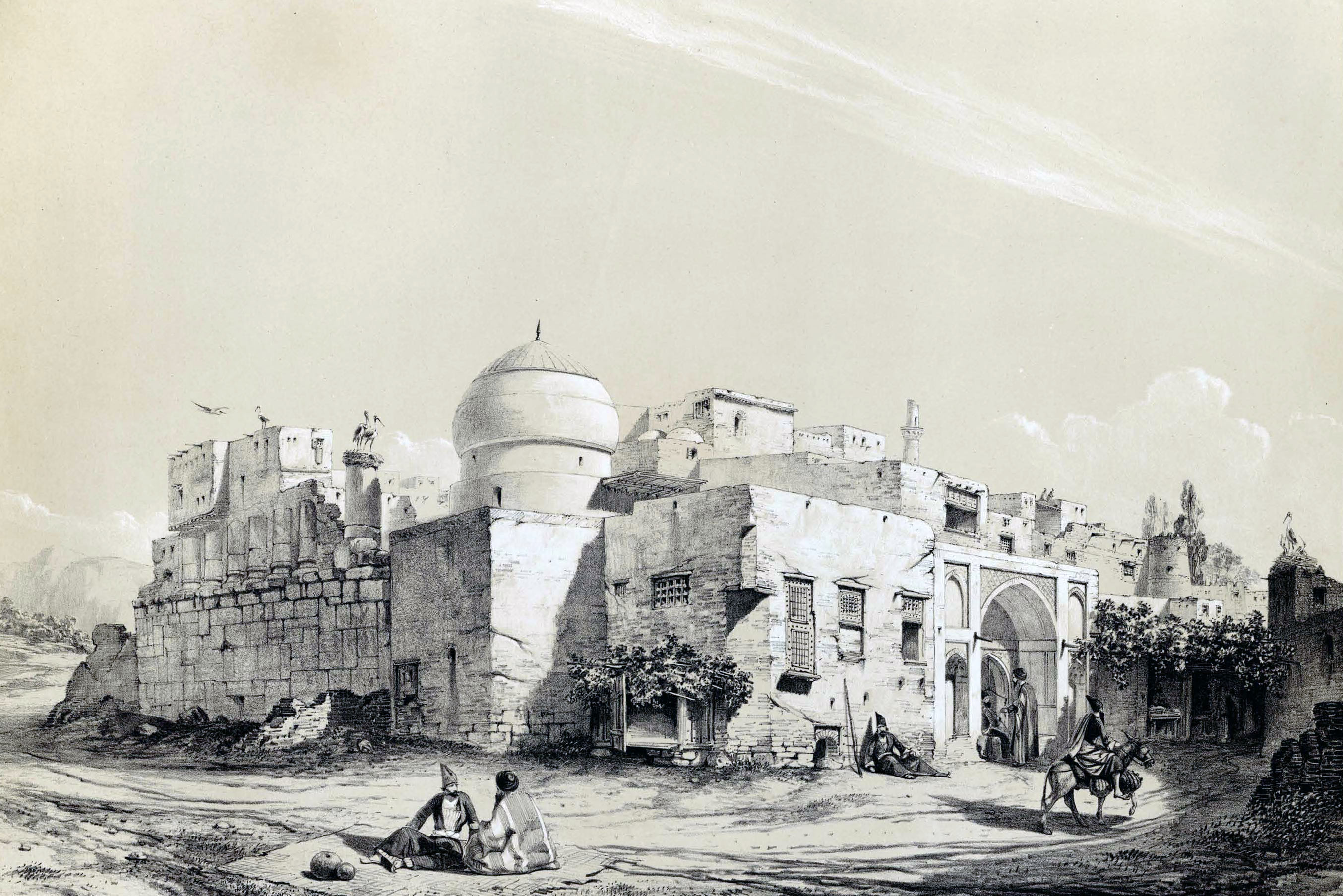
کنگاور در دوران محمدشاه قاجار؛ کاری از هنرمند فرانسوی اوژن فلاندن
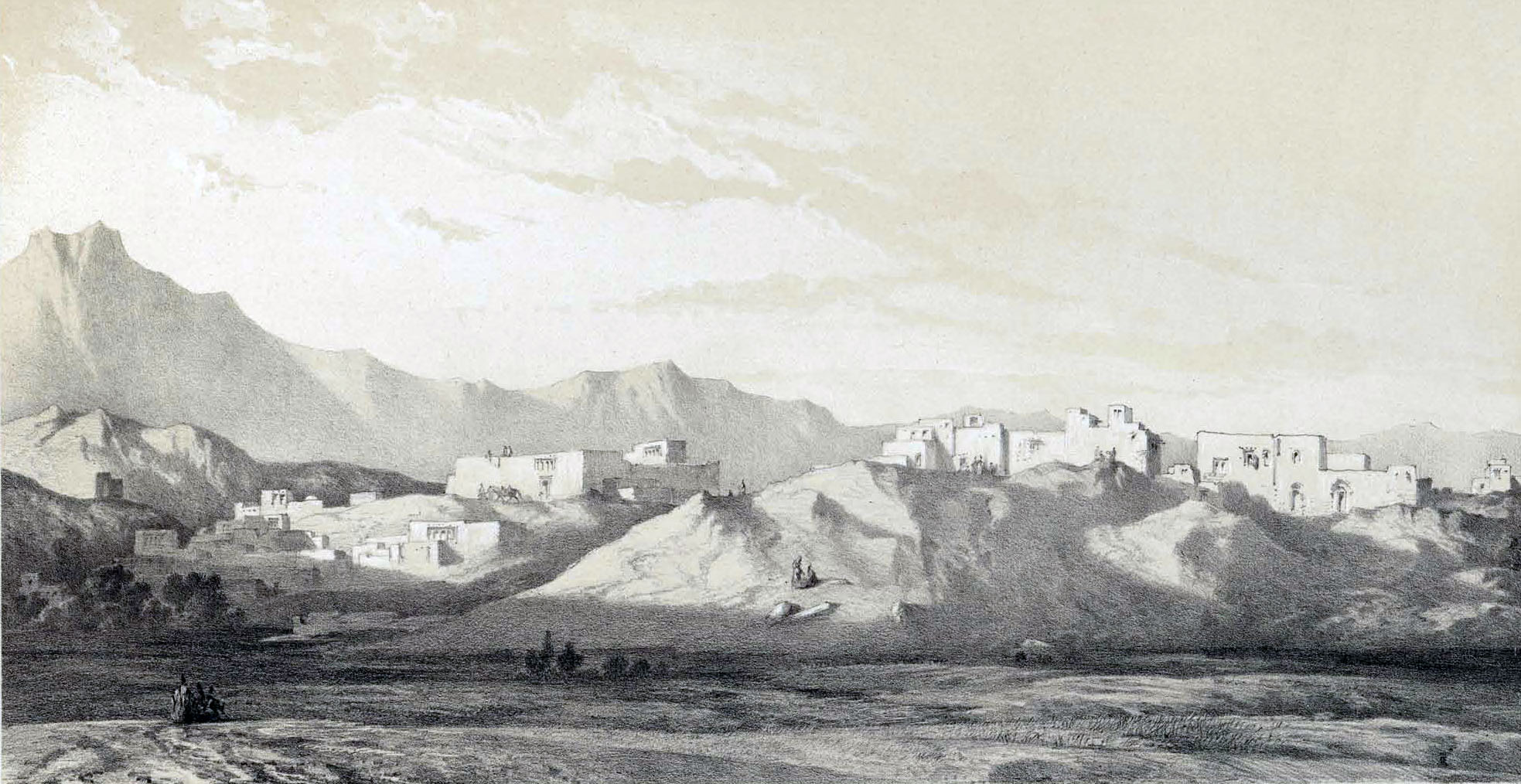
دورنمای کنگاور در دوران محمدشاه قاجار؛ کاری از هنرمند فرانسوی اوژن فلاندن
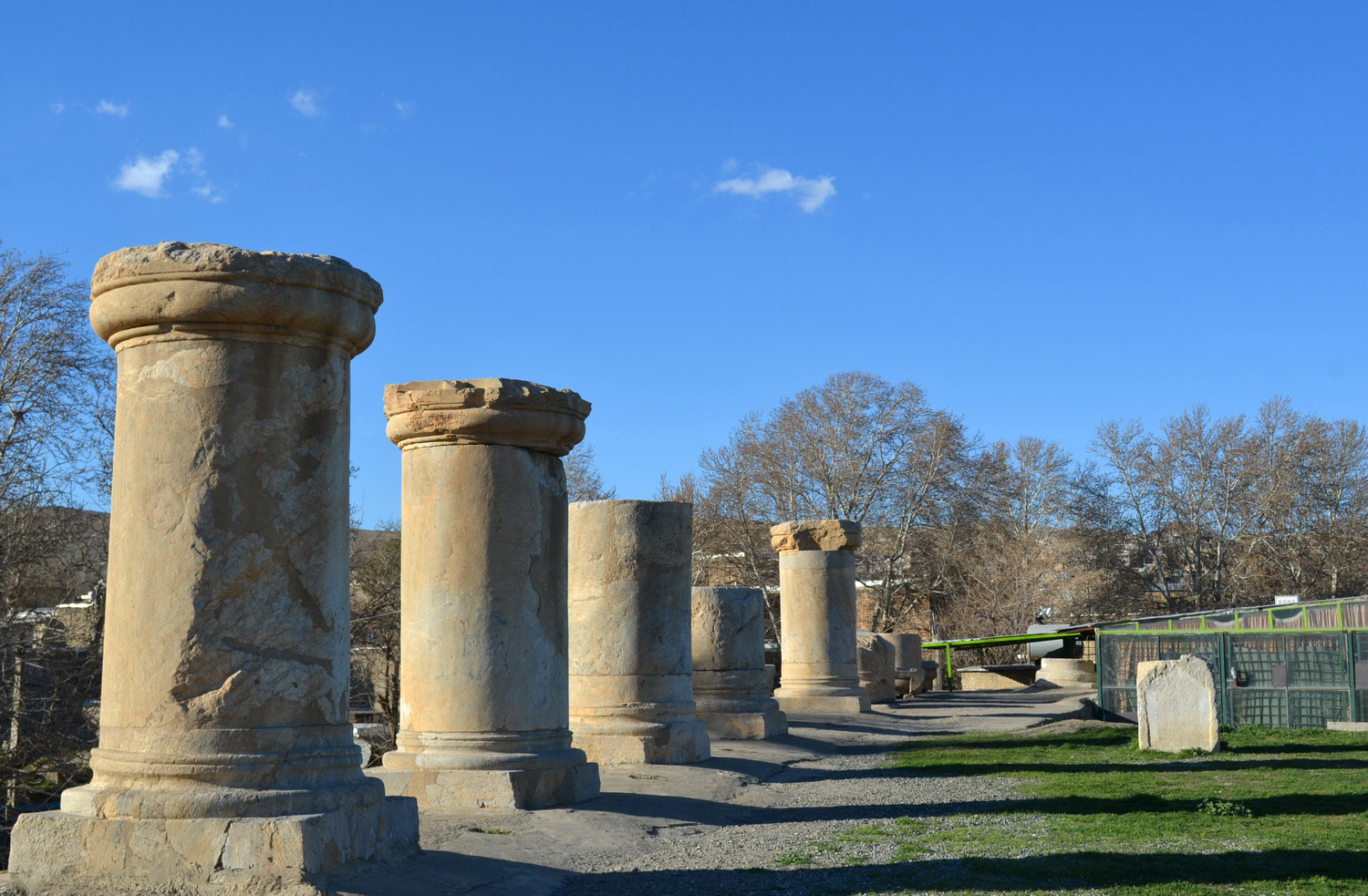
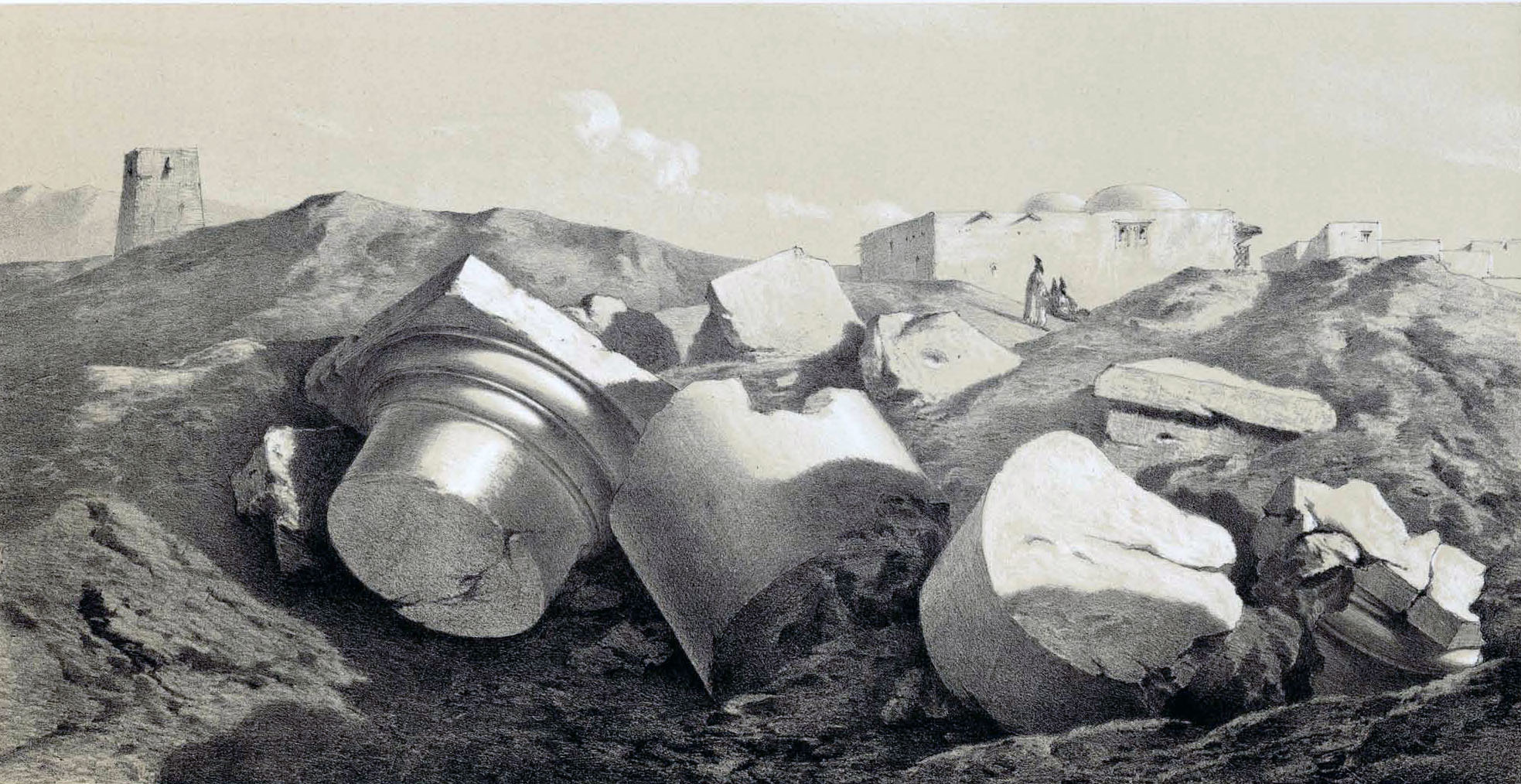
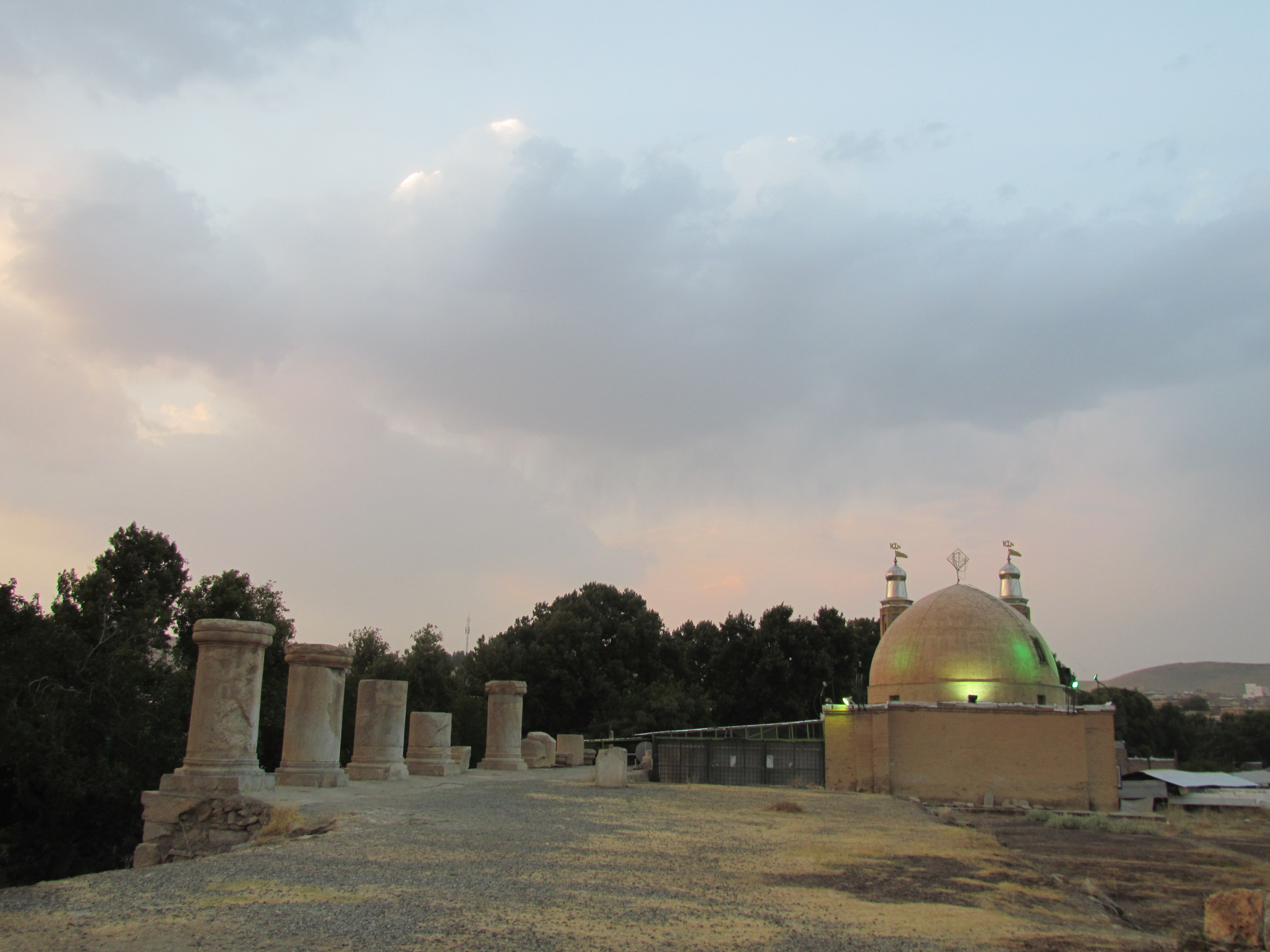